# 低分子量RNA型
低分子量RNA型(low molecular weight RNA pattern, LMW-RNA pattern)，又稱低分子量RNA指紋(LMW-RNA fingerprinting)是一種電泳技術，用來分離小分子量的RNA，如5S rRNA(107~131nt)、第二族tRNA(82~96nt)、第一族tRNA(72~79nt)等。
對於純菌株，tRNA和5S rRNA的指紋圖譜可用於鑒別基因型和分類（5S rRNA用於不同屬，tRNA用於不同種）。
在分子生態學中，低分子量RNA型的5S rRNA帶可以給出群落多樣性的概貌。
實驗步驟爲：
1. 提取總RNA
2. 用放射性同位素標記rRNA
3. 高分辨率的變性聚丙烯酰胺凝膠電泳
4. 放射自顯影